# Estére indul az ezred
Az Estére indul az ezred egy első világháborús katonadal. Szerzője Leitner Pál és Leitner László. A dalt megemlíti Szilágyi György a Hanyas vagy? című életrajzi jellegű írásában.

## Szöveg
Csendes kis legénylakásban

Az óra búcsúra int,

Kívülről zajlik az utca,

Harsog az éljenszó kint.

Szoríts a szívedre édes,

Estére másé leszek,

Estére indul az ezred,

Estére én is megyek.

Este, ha leszáll az alkony,

Masíroz az ezredünk,

Csókolj meg még egyszer édes,

Ki tudja, hova megyünk.

Hallod, már fújják a kürtöt,

Hallod-e a zeneszót,

Azt mondja: előre, rajta,

Fújjátok a riadót.

Pislogó tábori tűznél

Az ezred pihenni tér,

Alszik mind, ébren a hadnagy,

Papirost, ceruzát kér.

Otthon őt valaki várja,

Úgy hallja, valaki sír,

Fejét a kezére hajtja,

És aztán csendesen ír.

Holnap, ha pirkad a hajnal,

Masíroz az ezredünk,

Csókolj meg még egyszer édes,

Ki tudja, hova megyünk.

Hallod, már fújják a kürtöt,

Hallod-e a zeneszót,

Azt mondja: előre, rajta,

Fújjátok a riadót.

Vége van az ütközetnek,

Pirosan száll le a Nap,

Kórágynál, a hadnagy mellett

Imádkozik már a pap.

Biztatja csendesen, halkan,

A hadnagy nem hallja már,

A szíve lázasan dobban,

A lelke oly messze jár.

Hallod, hogy fújják a kürtöt,

Hallod-e a zeneszót,

Azt mondja: előre, rajta,

Fújjátok a riadót.

Csöndesen leszáll az éjjel,

Megperdülnek a dobok,

Nem hallja senki, hogy otthon

Valaki halkan zokog.

## Külső hivatkozások
- Gramofon Online[halott link] – Estére indul az ezred (Előadja Sziklai József, 1915.)